# Władimir Szyszow
Władimir Aleksandrowicz Szyszow (ros. Владимир Александрович Шишов, ur. 2 lipca?/15 lipca 1910 we wsi Ust'-Tosno w obwodzie leningradzkim, zm. 9 maja 1969 w Otradnoje) – radziecki lotnik wojskowy, major, Bohater Związku Radzieckiego (1942).

## Życiorys
Urodził się w rodzinie chłopskiej. Skończył 7 klas, pracował jako tokarz, od 1932 służył w Armii Czerwonej, od 1938 należał do WKP(b). W 1933 ukończył leningradzką teoretyczną szkołę lotników, a w 1935 wojskową lotniczą szkołę pilotów w Orenburgu, w 1939 uczestniczył w bitwie nad rzeką Chałchin-Goł. Od czerwca 1941 walczył w wojnie z Niemcami w składzie 178 pułku lotnictwa myśliwskiego obrony przeciwlotniczej, brał udział w m.in. w bitwie pod Moskwą, później dowodził eskadrą 233 pułku lotnictwa myśliwskiego 286 Dywizji Lotnictwa Myśliwskiego 1 Armii Lotnictwa Myśliwskiego na Froncie Briańskim. Do lipca 1942 wykonał 250 lotów bojowych, w 40 walkach powietrznych zestrzeliwując 13 samolotów wroga. Do końca wojny wykonał łącznie ok. 300 lotów bojowych, odnosząc 14 zwycięstw. W 1946 został zwolniony do rezerwy w stopniu majora, później pracował w kołchozie.

## Odznaczenia
- Złota Gwiazda Bohatera Związku Radzieckiego (23 listopada 1942)[1]
- Order Lenina
- Order Czerwonej Gwiazdy

I medale.